# Coventry Street
Coventry Street – krótka ulica w centralnym Londynie, na terenie gminy City of Westminster, w obrębie West Endu, łącząca place Piccadilly Circus na zachodzie i Leicester Square na wschodzie. Ulica o charakterze rozrywkowo-handlowym, tłumnie uczęszczana przez przechodniów ze względu na położenie pośród popularnych atrakcji turystycznych.

## Historia
Ulica została zbudowana w 1681 roku i nazwana na cześć sekretarza stanu Henry′ego Coventry′ego. Powstały wzdłuż niej zakłady rzemieślnicze, sklepy i magazyny, a także bary i kasyna. Zyskała niesławę ze względu na rozpowszechnioną prostytucję i obecność domów publicznych. Po pożarze w 1850 roku, który strawił wiele budynków, wzniesiono wzdłuż niej gmachy z wapienia portlandzkiego, które zachowały się do dziś. Ulica stała się renomowanym ośrodkiem kultury i rozrywki, m.in. za sprawą powstałych na przełomie XIX i XX wieku restauracji Lyons′ Corner House (dla 4500 gości) i Scott′s, teatru Prince of Wales, kina Rialto oraz klubu nocnego Café de Paris. Szczególną popularnością cieszyła się w latach 20. XX wieku, kiedy do regularnych bywalców tutejszych lokali należeli Fred Astaire, Charlie Chaplin, Rudolph Valentino, Noël Coward oraz następca tronu, książę Edward. Do końca XX wieku wiele spośród wymienionych obiektów została zamknięta, ustępując lokalom nastawionym na klienta masowego.

## W kulturze
Ulica pojawia się na brytyjskiej wersji planszy do gry Monopoly.

## Galeria

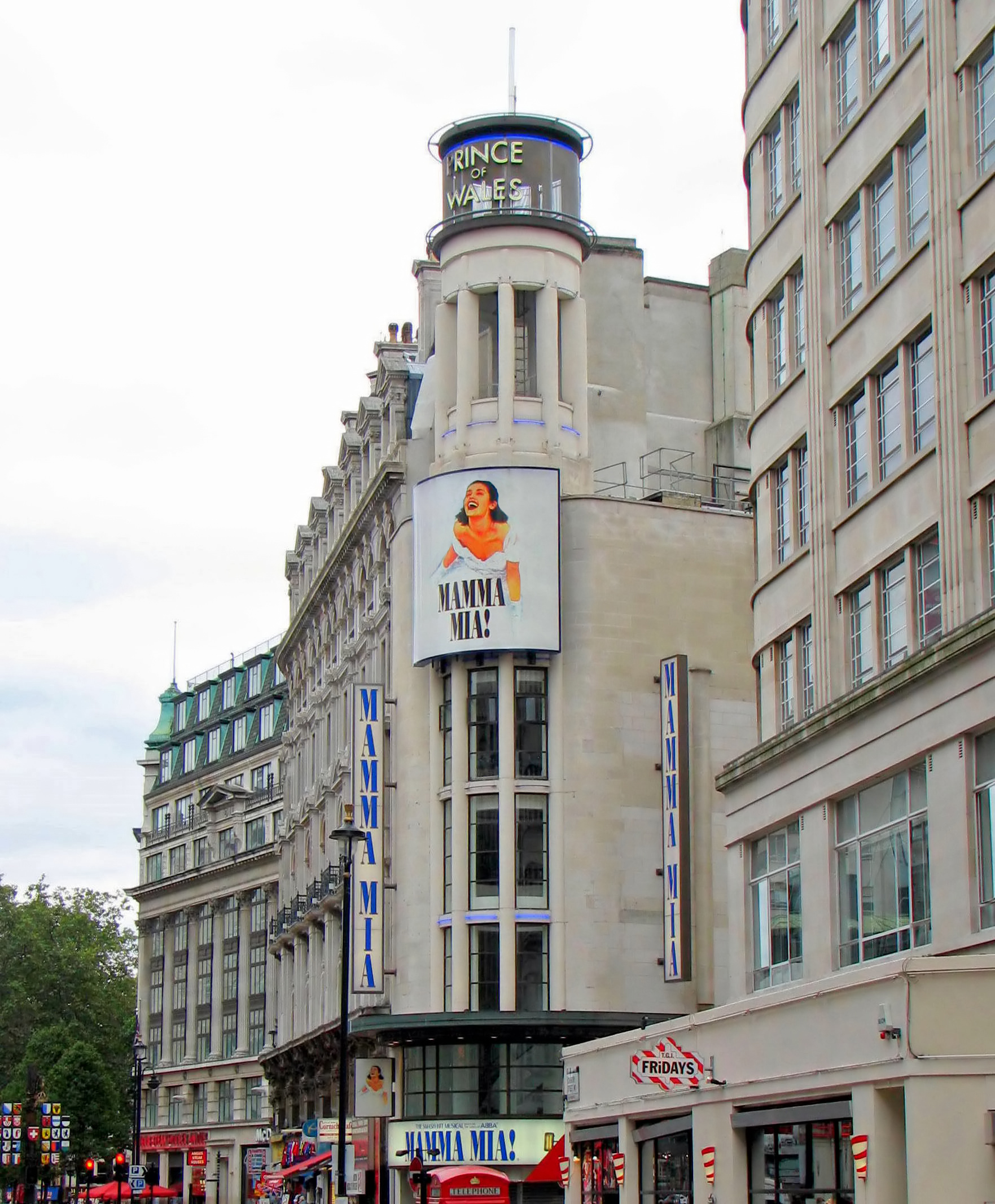
Prince of Wales Theatre(inne języki)
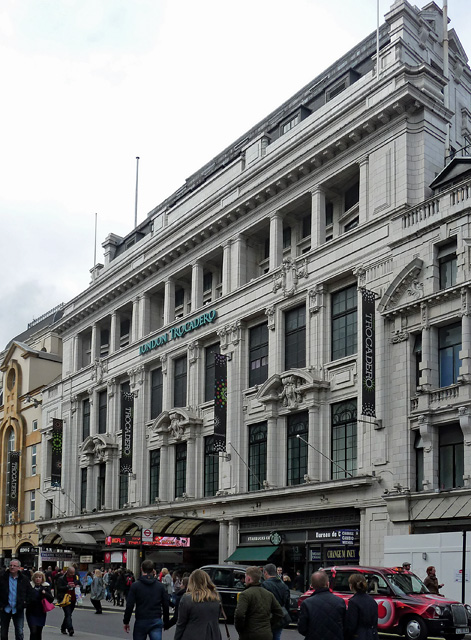
Budynek dawnej restauracji Lyons′ Corner House(inne języki)
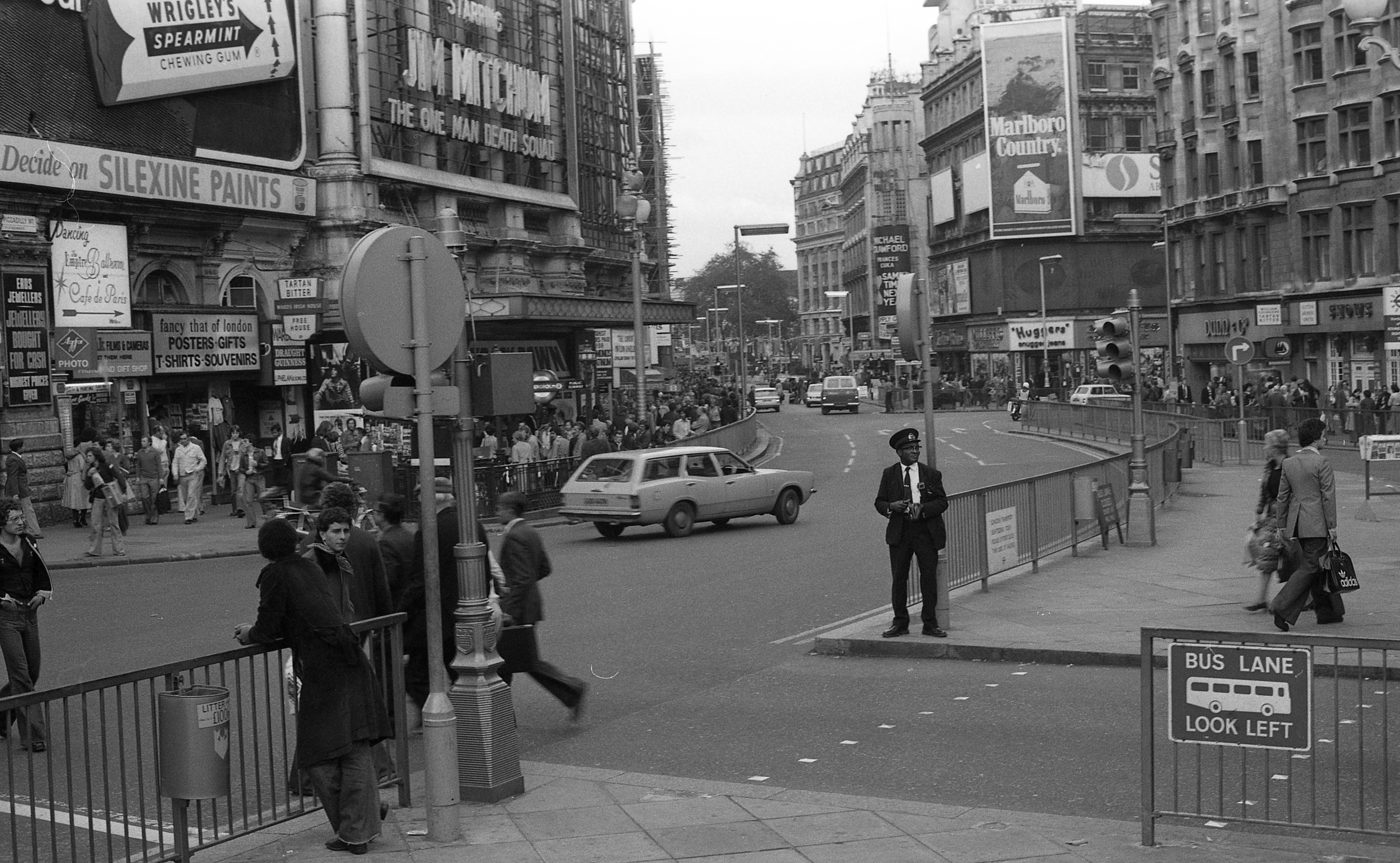
Widok z Piccadilly Circus na Coventry Street, 1976 r.